# Bordcomputer (Flugzeug)
Ein Bordcomputer ist eine elektronische Datenverarbeitungsanlage an Bord von Luftfahrzeugen, die aus mit Messfühlern ermittelten Messwerten der umgebenden Luft (statischer Druck, Gesamtdruck, Temperatur u. a.) für Flugführung und Flugnavigation wichtige Daten errechnet und erforderliche Korrekturen der Instrumentenanzeigen veranlasst (korrigierte Flughöhe, wahre Fluggeschwindigkeit, Mach-Zahl, wahre Außenlufttemperatur) oder Abweichungen dieser Größen gegenüber einem Bezugswert bestimmt, die als Eingangssignale für einen Flugregler dienen können.

## Bordcomputer und Anzeigesystem
Zur Informationen des Piloten und ersten Offiziers ist eine elektronische Anlage erforderlich, die die ermittelten Flugdaten bildschirmgerecht aufbereitet und darstellt. Zu dieser Anlage gehören Computer, Bildschirme, Zuleitungen, Bedienelemente sowie spezielle Rechnerprogramme, die alle zur Durchführung des Fluges notwendigen Informationen verarbeitet und anschließend in ablesbare Signale (visuelle Ausgabe) umsetzt. Verlangt wird einfachste Bedienung und zuverlässiges Funktionieren. Diese Anlage nennt man Elektronisches Instrumentensystem (engl. Electronic Instrument System, EIS). Es besteht aus zwei Untersystemen, dem Fluginstrumenten-System und dem Überwachungssystem. Das digitale Electronic Flight Instrument System (engl. kurz: EFIS, dt.: elektronisches Fluginstrumenten-System) dient zur Anzeige der primären Fluginstrumente (Fluglage, Flugrichtung, Fluggeschwindigkeit) und der Flugnavigation (Kompassrose). Die Darstellungen entsprechen in ihrer Form den bewährten Anzeigen herkömmlicher elektromechanischer Geräte.
Das elektronische Fluginstrumenten-System (EFIS) der Airbus-A320-Familie (A318/A319/A320/A321) umfasst folgende Elemente:
- je ein Bildschirm zur Darstellung der Primär-Instrumente für Kapitän und ersten Offizier (Primary Flight Display, PFD)
- je ein Bildschirm zur Darstellung der Kompassrose (Navigation Display, ND)
- je eine Bedientafel links bzw. rechts neben dem Primär-Bildschirm
- drei Computer für die Ansteuerung der Bildschirme, wobei der dritte Computer bei Ausfall der beiden anderen Computer einspringt (Display Management Computer, DMC)

Das elektronische Überwachungssystem (Electronic Centralized Aircraft Monitor System, ECAM) zeigt den Zustand der Triebwerke und wahlweise den Zustand zahlreicher Flugzeug-Systeme wie Kraftstoffverbrauch und verbleibender Kraftstoff, Klappenstellung, elektrisches System, Klimaanlage, Kabinendruck, Hydraulik etc.
Dieses System umfasst bei der Airbus-A320-Familie folgende Baugruppen:
- ein Bildschirm für Triebwerk-Überwachung und Warn-Anzeige (oberer Bildschirm über der Mittelkonsole)
- ein Bildschirm für Status- und Systemanzeigen (unterer Bildschirm)
- eine Bedientafel
- zwei Computer für Warnanzeigen (Flight Warning Computer, FWC)
- zwei Computer für Daten-Erfassung (Systems Data Acquisition Concentrator, SDAC)

Die Darstellung auf den Bildschirmen ist mehrzweckgeeignet und liefert im Normalfall nur Informationen, die für die jeweilige Flugphase notwendig sind. Der Pilot kann jedoch in das festgelegte Programm eingreifen und per Tastendruck beliebige Anzeigen aufrufen, ändern oder löschen.